# Wolffia cylindracea
Wolffia cylindracea là một loài thực vật có hoa trong họ Ráy (Araceae). Loài này được Hegelm. miêu tả khoa học đầu tiên năm 1868.